# Langdurige bewustzijnsstoornis
Een langdurige bewustzijnsstoornis (LBS) is een toestand van zijn, nadat een patiënt is ontwaakt uit een coma. Er kunnen twee elkaar opvolgende stadia worden onderscheiden: het niet-responsief waaksyndroom (NWS) (Engels: Unresponsive Wakefulness Syndrome), al dan niet gevolgd door de minimale bewustzijnstoestand (MCS) (Engels: Minimally Conscious State).

## Verloop van coma naar NWS
Door een steeds betere intensieve zorgverstrekking is het aantal patiënten dat een niet-traumatisch hersenlijden – bijvoorbeeld hartstilstand, ademhalingsstilstand, verstikking, verdrinking, encefalitis, intoxicatie) of traumatisch verkeersongeluk, schedelbreuk, schotwond of ander incident – overleeft erg toegenomen. Sommigen herstellen volledig van hun coma, anderen overleven gedurende jaren of tientallen jaren in een vegetatieve, minimaal bewuste, of geparalyseerde toestand.
Als de patiënt meer dan één maand in NWS-toestand verkeert, spreekt men van 'persisterende vegetatieve toestand' (Engels: persistent vegetative state, PVS). Voorheen waren hiervoor de termen 'coma vigil' en 'apallisch coma' in gebruik, alsook 'wakker coma', 'wakend coma'. Dit houdt in dat de kansen op herstel statistisch gezien zeer klein zijn (1 jaar na hersenletsel voor trauma en 3 maanden na hartstilstand of zuurstoftekort). Persisterende vegetatieve toestand komt voor in ongeveer 10 tot 14% van patiënten in een posttraumatisch coma en in 12% van patiënten in een langdurig niet-traumatisch coma.
De term 'decorticatie' komt ook wel voor. Deze is echter onjuist omdat het suggereert dat alleen beschadigingen aan de hersenschors deze toestand veroorzaken. Omwille van onder andere ethische redenen, hebben artsen en wetenschappers ervoor gekozen om de bewustzijnsstaat niet-responsief waaksyndroom te noemen.
De toestand is meestal het gevolg van ernstig hersenletsel. Dit kan een acute, traumatische oorzaak hebben (bijvoorbeeld: een verkeersongeluk) of een niet-traumatische oorzaak, zoals bij bepaalde degeneratieve hersenziektes, of bij aangeboren hersenafwijkingen. Omdat de hersenstam doorgaans niet is beschadigd, blijven autonome fysiologische functies, zoals ademhaling en spijsvertering, nog intact.

## Niet-responsief waaksyndroom
Het niet-responsief waaksyndroom (NWS), tot 2010 vegetatieve toestand genoemd, is een vorm van langdurige bewustzijnsstoornis (LBS) en is de ernstigste graad van functioneel hersenlijden die kan samengaan met langdurig overleven na een coma. 
Patiënten in een NWS die ontwaken uit een coma en lijken wel wakker te zijn. De ogen zijn overdag open en de patiënt ademt spontaan en kan de indruk wekken rond te kijken. Er is echter geen gericht kijken en het is niet mogelijk contact met de patiënt te krijgen, ook geen oogcontact. Ook op aanspreken volgt geen reactie. De patiënt kan gapen, grimassen en een dag- en nachtritme hebben en in de mond geplaatst voedsel wordt soms doorgeslikt. Er is echter geen poging om van een bord te eten en er worden geen doelbewuste bewegingen gemaakt, behalve soms terugtrekken bij pijnprikkels. Patiënten tonen enkel reflexbewegingen en zijn zich op geen enkel moment bewust van hun omgeving noch van zichzelf. Er is geen communicatie mogelijk.
Het NWS, destijds aangeduid met 'vegetatieve toestand', werd voor het eerst in 1940 beschreven door Ernst Kretschmer die het aanduidde als apallisches Syndrom. In 1972 werd het begrip 'persisterend vegetatief syndroom' ingevoerd door de Schotse neurochirurg Bryan Jennett en de Amerikaanse neuroloog Fred Plum. Ze beschreven het als een toestand die mede een gevolg was van het vermogen om met moderne geneesmiddelen een geheel passief functionerend lichaam in leven te houden.

### Juridisch
Een NWS is iets anders dan hersendood zijn. In tegenstelling tot hersendood wordt een NWS wettelijk niet beschouwd als dood. Het betreft hier een juridisch grijs gebied, dat onderwerp van discussie is geweest en nog is in diverse rechtszaken. Hierbij gaat het om de vraag of een patiënt moet worden toegestaan om te sterven, of dat juist elke mogelijkheid moet worden aangegrepen om te zoeken naar herstel.
Zo is in de VS in 2005 een controverse geweest rond Terri Schiavo; eerder kende ook Nederland spraakmakende gevallen van coma vigil, zoals Mia Versluis en later Ineke Stinissen. In het geval van laatstgenoemde heeft de rechter uiteindelijk beslist dat het blijven toedienen van voedsel en water mocht worden gestaakt, een uitspraak die ook in Nederland een omstreden beslissing was. In Italië overleed in februari 2009 Eluana Englaro, terwijl op hetzelfde moment in het Italiaanse Senaat een spoeddebat over haar zaak aan de orde was.
Als de patiënt meer dan één maand vegetatief is, spreekt men van 'persisterende vegetatieve toestand' (Engels: persistent vegetative state, PVS). Dit houdt in dat de kansen op herstel statistisch gezien zeer klein zijn (1 jaar na hersenletsel voor trauma en 3 maanden na hartstilstand of zuurstoftekort). Persisterende vegetatieve toestand komt voor in ongeveer 10 tot 14% van patiënten in een posttraumatisch coma en in 12% van patiënten in een langdurig niet-traumatisch coma.

## Minimale bewustzijnstoestand
Andere patiënten zullen evolueren tot een volgende vorm van LBS, de "minimale bewustzijnstoestand" (Engels: minimally conscious state, MCS), zwevend tussen een NWS en een bij momenten hersteld bewustzijn. Deze situatie leidt tot een chronische, stabiele maar onbehandelbare toestand in de grote meerderheid van de gevallen. Wanneer zulke patiënten de gepaste medische en verpleegkundige zorgen krijgen toegediend, kunnen zij gedurende vele jaren tot tientallen jaren overleven. Er zijn geen precieze aantallen bekend van het voorkomen van deze chronische toestanden. In de Verenigde Staten van Amerika schommelen schattingen rond tientallen duizenden patiënten voor elke categorie. In Europa zijn er naar schatting 230.000 comapatiënten per jaar waarvan er ongeveer 30.000 naar een NWS evolueren.
Hoewel in veel studies is gepoogd om klinische, elektrofysiologische of laboratoriumvariabelen te koppelen aan een prognose, zijn er geen betrouwbare tests die de kans op herstel van NWS- of MCS-patiënten kunnen voorspellen. Tot slot is er een bepaalde categorie comapatiënten die zullen evolueren naar een locked-in-syndroom. Dit is beperkt tot patiënten bij wie het coma veroorzaakt werd door een beschadiging in de hersenstam. Hier herstelt zich het bewustzijn volledig maar blijft de patiënt bijna compleet verlamd. Zulke patiënten zien, horen en voelen alles maar kunnen hun gevoelens enkel uiten via kleine verticale oogbewegingen of oogknipperen.

## Diagnose
De eerste vereiste voor de correcte behandeling van patiënten die een ernstig hersenletsel overleven is een accurate diagnose en het correct begrijpen van de onderliggende etiologie. De klinische praktijk leert echter hoe moeilijk het is om tekenen van bewustzijn van de omgeving en van zelfbewustzijn te evalueren bij zulke patiënten. Dit probleem reflecteert zich in het frequente misdiagnosticeren van NWS- naar MSC-toestand. In ongeveer 3 op de 10 patiënten waarvan artsen denken dat ze in een NWS waren was dat in werkelijkheid niet zo. Het objectief evalueren van overblijvende hersenfunctie bij patiënten met een ernstig hersenletsel is moeilijk omdat hun motorische mogelijkheden erg gelimiteerd of inconsistent kunnen zijn. Daarenboven is bewustzijn geen alles-of-niets fenomeen. De definitie van het menselijk bewustzijn is een complexe aangelegenheid en omvat het concept van een continuüm tussen verschillende bewustzijnsniveaus. Er is ook een theoretische beperking aan de klinische definities van patiënten met een bewustzijnsaandoening aangezien niet rechtstreeks is te oordelen over het al dan niet aanwezig zijn van (zelf)bewustzijn.
De diagnose van NWS hangt vooral af van het ontbreken van doelgericht gedrag als reactie op prikkels uit de buitenwereld. Recent hersenonderzoek waarbij gebruik is gemaakt van hersenscans (FMRI), heeft echter laten zien dat bij een klein aantal patiënten die als vegetatief zijn gediagnosticeerd, toch sprake kan zijn van "eilandjes" van intacte hersenfuncties. Dit is aangetoond in onderzoek in Engeland met een 24-jarige vrouw die na een ernstig verkeersongeluk in een NWS was geraakt. Uit dit FMRI-onderzoek bleek dat bij het luisteren naar gesproken taal (zoals bij het zinnetje: er was melk en suiker in zijn koffie) bij haar typische taalgebieden actief waren. Dit was niet het geval bij akoestisch vergelijkbare zinnen zonder betekenis. In daaropvolgend onderzoek vroeg men aan de patiënt (terwijl deze in de scanner lag) zich een voorstelling te maken van tennisspelen, of van kamers in haar huis te beginnen bij de voordeur. Bij de voorstelling van tennisspelen was er sprake van activiteit in gebieden in de motorische schors die normaal betrokken zijn bij het plannen of uitvoeren van bewegingen. Bij de mentale voorstelling van het huis waren dit gebieden in o.a. de pariëtale schors, die normaal betrokken zijn bij ruimtelijke functies. De scans van deze patiënt leken bovendien sterk op die van een normale proefpersoon die dezelfde opdracht vervulde. Dit onderzoek suggereert dat deze patiënt dus wel in staat was gesproken opdrachten uit te voeren, zij het niet door middel van gesproken taal of bewegingen maar door middel van hersenactiviteit. Ook het feit dat zij in staat was met onderzoekers samen te werken, suggereert dat haar bewustzijn van zichzelf en haar omgeving nog intact was.

## Behandeling
De behandeling van een ernstige traumatische of niet-traumatische acute hersenaandoening blijft louter ondersteunend. Er is tot op heden geen therapie die heeft bewezen de kansen op bewustzijnsherstel substantieel te vergroten. Sensorische stimulatie en elektrische stimulatie van de hersenstam en de thalamus hebben geen bewezen effect en blijven experimenteel. Dopamineagonisten zoals amantadine hebben een bescheiden gunstige invloed getoond maar er zijn geen placebogecontroleerde studies voorhanden.
Zolpidem (merknaam Stilnoct) is een slaapmiddel, het vertoont echter ook paradoxale effecten: onder bepaalde omstandigheden verhoogt het juist de alertheid en verbetert de hersenfuncties. Bij sommige personen met hersenletsel, die in een coma vigil verkeren, kan zolpidem bewustzijnsverhogend werken. Bij drie zulke patiënten, die ten minste drie jaar met zolpidem werden behandeld, verbeterden elke dag in de ochtend hun hersenfuncties. Hun Glasgow Coma Scores verbeterden: van 6 tot 9 zonder zolpidem, naar 10-15 met zolpidem. Score 15, de maximale score, betekent volledig bewustzijn, 3 is de laagst mogelijke score.

## Prognose
Hoewel het lichaam van deze patiënten blijft functioneren maken ze er zelf geen normaal gebruik meer van, waardoor ze ondanks fysiotherapie en andere behandelingen vrijwel onontkoombaar achteruitgaan. Door het gebrek aan lichaamsbeweging ontstaat ernstige spieratrofie en in de gewrichten treden contracturen op. Door het niet functioneel hoesten en door verslikking treden herhaalde luchtweginfecties op, door het niet zelf bewegen kan ook decubitus (doorligwonden) ontstaan. Meestal overlijden deze patiënten – als de behandeling in de vorm van het toedienen van water en voedsel niet eerder wordt gestaakt – uiteindelijk aan luchtweginfecties of andere infecties uitgaande van de urinewegen of decubitusverwondingen. Dit kan echter jaren of zelfs tientallen jaren op zich laten wachten.